# Amphicnaeia strandi
Amphicnaeia strandi är en skalbaggsart som beskrevs av Stefan von Breuning 1942. Amphicnaeia strandi ingår i släktet Amphicnaeia och familjen långhorningar.

## Utbredning
Artens utbredningsområde är Costa Rica.